# 小池啓一
小池 啓一（こいけ けいいち、1949年7月 - ）は、日本の生物学者、教育学者。群馬大学教授。専門は動態生物学、生態学、環境学、生物教育。群馬大学教育学部学部長を務める。

## 来歴・人物
- 1949年7月　出生。
- 1974年3月　東京教育大学理学部生物学科卒業
- 1980年3月　筑波大学大学院生物科学研究科生物学科修了
- 1998年 -　群馬大学教育学部学校教育講座理科専攻助教授
- 2003年 -　群馬大学教育学部学校教育講座理科専攻教授

現在に至る。

## 専門分野
主に動物形態学
- 前鰓類精子の微細構造の比較形態学的研究
- アマオブネガイ科の胚発生と幼生による分散
- アマオブネガイ科の生殖器官系の比較形態学

## 著書・論文

### 著書
- 『群馬県の直翅類(共著)』 　　　　　　　　　（群馬県動物誌・群馬県発行、1985年）
- 『第14章　運動』 　　　　　　　　　　　　　（軟体動物学概説 下巻　サイエンティスト社、1999年）
- 『小学館の図鑑NEO昆虫』　　　　　　　　　　（小学館、2002年）
- 『小学館の図鑑NEOカブトムシ・クワガタムシ』（小学館、2006年）

### 論文
- 『カワニナの配偶子形成と保育嚢内胚組成の季節的変化』　貝類学雑誌 （学術雑誌、1992年）

など

## 所属学会
- 日本動物学会
- 日本貝類学会
- 日本魚類学会
- 日本鱗翅学会